# Éber Ludueña
Éber Carlos Ludueña (Pavón Arriba, Santa Fe; 4 de abril de 1964) es un personaje de ficción creado e interpretado por el humorista argentino Luis Rubio.
El personaje es un exfutbolista que comenzó a hacerse famoso en el año 2002, contando sus anécdotas de antihéroe en la cancha en Mar de Fondo, un programa televisivo que se transmitía en el canal TyC Sports a la medianoche y era conducido por Alejandro Fantino.
Éber debuta en Ferrocarril Oeste a la edad de 27 años, debido a que había faltado un jugador del equipo y Éber casualmente estaba trabajando junto con su tío haciendo una losa del techo de las gradas. Carlos Timoteo Griguol, al verlo con presencia y mostrando su juego agresivo que lo define, es aceptado en el equipo firmando su primer contrato.  
Luego de su paso por Ferro, Éber pasa a Altos Hornos Zapla jugando 18 partidos. Esto debido a que no habían más laterales.  
Más adelante el personaje incursionó en distintos programas, obras de teatro, eventos, y como columnista en el diario Clarín.
Además editó tres libros y una película documental: Éber Ludueña: radiografía de un ídolo.

## Biografía
Éber Ludueña jugó, entre otros clubes, en:
- Ferrocarril Oeste, donde debutó a los 27 años.
- Altos Hornos Zapla
- Chaco For Ever
- Loma Negra
- Club Social y Deportivo Yupanqui
- Juventud de Las Piedras (Uruguay)
- Danubio (Uruguay)
- Douglas Haig (Acá firmo realmente en 2004[8])
- Desamparados
- Rosario Central
- Lecce (Italia)
- Deportivo Paraguayo
- Sportivo Luqueño (Paraguay)

En paralelo a su carrera futbolística, obtuvo el título de electricidad del automotor y además, estudió seis meses filosofía, por lo que ideológicamente se considera un positivista y también un «Zofista» por Ángel Tulio Zof (en lugar de los sofistas clásicos de la Antigua Grecia).
Durante el gobierno de Cámpora vivió su mejor momento económico (cuando pudo comprarse un termotanque y arreglar su auto) y futbolístico, y debido a esto dice ser camporista.
Cabe destacar que su fugaz paso por el fútbol europeo se debió a que el club Lecce de Italia  compró al jugador Messina (quien vestia la casaca número 8 del Douglas Haig) por un valor de 1.996.000 Liras y debía obtener 4000 Liras de vuelto, ya que había girado 2.000.000 y al no contar con esa cifra, acordaron en su lugar el pase Ludueña.Éber jugó solamente 2 partidos en su paso por el Lecce, en su primer partido jugó pocos minutos y en su segundo partido en contra del FC Dinamo de Kiev en un partido de exhibición, Éber lesiona al 10 del Dinamo de Kiev debido a que este le había hecho un caño, Éber enfurecido y fuera de si, lo persigue provocándole triple fractura de fémur, rotura de ligamiento cruzado ( pierna izquierda), desprendimiento de retina, pérdida parcial de masa encefálica y virus influenza, Éber alega que la influenza fue contagiada en el hospital y el no tiene culpa de aquello.
Se lo considera un ícono del deporte argentino. Desde 2013 pertenece al personal de Peligro: Sin codificar. Además, protagonizó la serie web El puntapié final, que puede verse en el sitio web YouTube, y en la que el lateral derecho "salva" la realización del Mundial Brasil 2014.

### Estadísticas
- 138 partidos.
- 74 amonestaciones.
- 37 rojas directas.
- 1 gol de penal en su partido despedida
- 1 tiro en el palo (banderín derecho).
- 1 rabona mal tirada.
- 17 fracturas ajenas.
- 5 expuestas.
- 3 fracturas a compañeros propios..
- 1 expulsión en el programa Pulsaciones
- 6 cruces a mitad de cancha. (4 en jugadas, 2 a buscar las canilleras que se le habían caído).

### Títulos
- Electricidad del automotor
- Balón de oro de la provincia de Santa Fe 1992
- Subcampeón provincial de tetris (probablemente en Santa Fe)